# Personnages du Bureau des légendes
 (mars 2021).
Cet article répertorie les personnages principaux de la série télévisée d'espionnage française Le Bureau des légendes (BDL).

## Personnages principaux
| Acteur                 | Personnage              | Saison      | Saison      | Saison      | Saison     | Saison      |
| Acteur                 | Personnage              | Saison 1    | Saison 2    | Saison 3    | Saison 4   | Saison 5    |
| ---------------------- | ----------------------- | ----------- | ----------- | ----------- | ---------- | ----------- |
| Mathieu Kassovitz      | Guillaume Debailly      | Principal   | Principal   | Principal   | Principal  | Principal   |
| Jean-Pierre Darroussin | Henri Duflot            | Principal † | Principal † | Principal † | Invité     | Invité      |
| Léa Drucker            | Laurène Balmes          | Principale  | Principale  | Principale  |            |             |
| Sara Giraudeau         | Marina Loiseau          | Principale  | Principale  | Principale  | Principale | Récurrente  |
| Florence Loiret Caille | Marie-Jeanne Duthilleul | Principale  | Principale  | Principale  | Principale | Récurrente  |
| Mathieu Amalric        | Jean-Jacques            |             |             |             | Récurrent  | Principal   |
| Jonathan Zaccaï        | Raymond Sisteron        | Récurrent   | Récurrent   | Récurrent   | Récurrent  | Principal   |
| Aleksey Gorbounov      | Mikhaïl Karlov          |             |             |             | Récurrent  | Principal † |

Nombre d'apparitions par saison :
| Acteur                 | Personnage              | Saison | Saison | Saison | Saison | Saison | Total |
| Acteur                 | Personnage              | 1      | 2      | 3      | 4      | 5      | Total |
| ---------------------- | ----------------------- | ------ | ------ | ------ | ------ | ------ | ----- |
| Mathieu Kassovitz      | Guillaume Debailly      | 10     | 10     | 10     | 10     | 8      | 48    |
| Florence Loiret Caille | Marie-Jeanne Duthilleul | 10     | 9      | 10     | 10     | 8      | 47    |
| Jonathan Zaccaï        | Raymond Sisteron        | 8      | 7      | 9      | 10     | 10     | 44    |
| Sara Giraudeau         | Marina Loiseau          | 10     | 10     | 9      | 8      | 6      | 43    |
| Jean-Pierre Darroussin | Henri Duflot            | 10     | 10     | 7      | 2      | 1      | 29    |
| Léa Drucker            | Laurène Balmes          | 9      | 7      | 3      |        |        | 19    |
| Mathieu Amalric        | Jean-Jacques            |        |        |        | 10     | 8      | 18    |
| Aleksey Gorbounov      | Mikhaïl Karlov          |        |        |        | 8      | 10     | 18    |
| Total des épisodes     | Total des épisodes      | 10     | 10     | 10     | 10     | 10     | 50    |

### Guillaume Debailly
- Alias : Malotru, Paul Lefebvre, Pavel Lebedev, Pain in the ass, Petrossian

Guillaume Debailly est un agent du BDL. Après une mission clandestine de six ans sous légende en Syrie et en Jordanie, il rentre en France et reprend peu à peu pied dans sa vraie vie, avec ses collègues de bureau, avec sa fille Prune, avec son ex-femme mais aussi avec la solitude. Lorsqu'il apprend que Nadia, son ancienne amante syrienne, est à Paris, il enfreint les règles et la recontacte sous légende : il redevient Paul Lefebvre, l'homme qu'il était à Damas. Il va ensuite connaître la détention par Daech et en Russie. C’est un traître, il fait défection au profit des Américains.
Il est titulaire d'une licence en littérature orientale, d'un BA en histoire des civilisations et d'un master de politique internationale. Il a obtenu l'agrégation de lettres modernes en tant que Paul Lefebvre pour sa mission en Syrie.

### Henri Duflot
- Alias : Socrate

Henri Duflot (saisons 1 à 3, invité saison 4) ancien clandestin, est le directeur du BDL de 2010 à 2017, alors que Malotru était sous couverture en Syrie. Blessé en opération, il meurt des suites de ses blessures.

### Laurène Balmes
Laurène Balmes (saisons 1 à 3) est une nouvelle recrue du Bureau des légendes. Psychiatre spécialisée en théorie comportementale, elle doit aider les agents à supporter leurs charges et entraîner les clandestins à manipuler leurs cibles. Elle est avant tout une agente de la CIA.

### Marina Loiseau
- Alias : Phénomène, Rocambole, Libellule

Marina Loiseau est le nouveau clandestin du BDL. Ingénieure de formation, la DGSE termine sa formation d'espion en vue de sa première mission: infiltrer le milieu du nucléaire iranien. De retour en France après l'échec de sa mission, elle remet sa démission.  En recherche d'emploi (saison 3), elle est sollicitée par le Mossad qui se fait passer pour la DGSE ! Après discussion avec son ancien patron (Henri Duflot) elle décide de retravailler sous couverture pour la DGSE et donc d'accepter la mission du Mossad en partant pour Bakou.  Ses crises d'angoisse la rendent crédible, mais nuisent également à son efficacité.  La mission s'avère encore périlleuse.  La cellule de crise de la DGSE réussit à sauver leur agente, considérée comme une menace pour le Mossad.  
Rapatriée, Marina accepte une troisième mission (saison 4): frayer parmi les hackers du centre 21, à Moscou. Sa vie privée permet le recrutement de son amoureux Misha, spécialiste en sécurité informatique.  Puis Malotru entre en jeu: pour se rendre crédible face à Karlov (FSB), Malotru la sacrifie (dénonce). Encore une fois, le rapatriement de Marina sera jonché d'embûches. Son identité étant considérée brûlée sur le terrain, Marina reste tout de même à la DGSE et occupe des fonctions administratives (saison 5): gestionnaire d'un clandestin, formatrice, conseillère en contre-espionnage.

### Marie-Jeanne Duthilleul
Marie-Jeanne Duthilleul fait partie de l'équipe de veilleurs du Bureau des légendes. Elle était le référent de Malotru lors de sa mission en Syrie. Elle s'occupe ensuite de former le futur clandestin iranien : Marina Loiseau. Après la mort d'Henri Duflot, elle le remplace à la tête du BDL. Elle part en mission clandestine en Égypte (Amélie). Puis reprend la direction du Bureau des légendes et est nommée Directrice du renseignement.

### Jean-Jacques Angel
- Alias : JJA

Jean-Jacques Angel (saisons 4 et 5) dit JJA (initiales de James Jesus Angleton, directeur du service de contre-espionnage de la CIA de 1954 à 1974), est le chef de la direction de la sécurité (DSEC) puis directeur du Bureau des légendes, après la démission de Marie-Jeanne.

### Raymond Sisteron
Raymond Sisteron fait partie de l'équipe de veilleurs du Bureau des légendes. Il était le référent de Cyclone lors de sa mission en Algérie. À la promotion de Marie-Jeanne, il devient le directeur adjoint du Bureau des légendes. Il le reste à la nomination de JJA.

### Mikhaïl Karlov
- Alias : Kennedy, André Labenski

Mikhaïl Karlov (saisons 4 et 5) dit Kennedy est un officier supérieur du FSB. Il convainc Guillaume Debailly (sous l'identité de Paul Lefebvre) de travailler pour le FSB, qui par la suite va le piéger.

## Personnages récurrents
| Acteur             | Personnage         | Saison     | Saison     | Saison     | Saison     | Saison     |
| Acteur             | Personnage         | Saison 1   | Saison 2   | Saison 3   | Saison 4   | Saison 5   |
| ------------------ | ------------------ | ---------- | ---------- | ---------- | ---------- | ---------- |
| Gilles Cohen       | Marc Lauré         | Récurrent  | Récurrent  | Récurrent  | Récurrent  |            |
| Zineb Triki        | Nadia El Mansour   | Récurrente | Récurrente | Récurrente | Invité     | Récurrente |
| Jules Sagot        | Sylvain Ellenstein | Récurrent  | Récurrent  | Récurrent  | Récurrent  | Récurrent  |
| Alba Gaïa Bellugi  | Prune Debailly     | Récurrente | Récurrente | Récurrente | Récurrente | Récurrente |
| Irina Muluile      | Daisy              | Récurrente | Récurrente | Récurrente | Récurrente | Récurrente |
| Patrick Ligardes   | Marcel Gaingouin   | Récurrent  | Récurrent  | Récurrent  | Récurrent  | Récurrent  |
| Artus              | Jonas Maury        |            |            | Récurrent  | Récurrent  | Récurrent  |
| Ziad Bakri         | Nadim El Bachir    | Récurrent  | Récurrent  | Invité     |            |            |
| Alexandre Brasseur | Pépé               | Récurrent  | Récurrent  |            |            | Récurrent  |
| Michaël Abiteboul  | Mémé               | Récurrent  | Récurrent  |            |            |            |
| Jean-Marie Rollin  | Édouard Rubin      | Récurrent  | Récurrent  |            |            |            |
| Sarkaw Gorany      | Reza Mortazavi     | Récurrent  | Récurrent  |            |            |            |
| Brad Leland        | Peter Cassidy      | Récurrent  | Récurrent  |            |            |            |
| Dominic Gould      | Nathan Chehlaoui   | Récurrent  | Invité     | Récurrent  |            |            |
| Rami Farah         | Farouk             | Récurrent  | Invité     |            |            |            |
| Fares Helou        | Hachem al-Khatib   | Récurrent  | Invité     |            |            |            |
| Émilie Chesnais    | Rim Belviti        | Récurrente |            |            |            |            |
| Lily Bensliman     | Austerlitz         | Récurrente |            |            |            |            |
| Youssef Hajdi      | Jacques Bordier    | Récurrent  |            |            |            |            |
| Gwenaël Clause     | Rémi Boisselier    | Récurrent  |            |            |            |            |
| Pauline Étienne    | Céline Delorme     |            | Récurrente | Récurrente |            |            |
| Mathieu Demy       | Clément Migaud     |            | Récurrent  | Récurrent  |            |            |
| Moe Bar-El         | Shapur Zamani      |            | Récurrent  |            |            |            |
| Sarah Kazemy       | Daria Shahafi      |            | Récurrente |            |            |            |
| Nasser Memarzia    | Majid Zamani       |            | Récurrent  |            |            |            |
| Illyès Salah       | Toufik Boumaza     |            | Récurrent  |            |            |            |
| Alice Belaïdi      | Sabrina Boumaza    |            | Récurrente |            |            |            |
| Mohamed Fergani    | Fatiq              |            | Récurrent  |            |            |            |
| Mohammad Bakri     | Ahmad Shahanah     |            |            | Récurrent  |            |            |
| Melisa Sözen       | Esrin Guneï        |            |            | Récurrente |            |            |
| Andrea Dolente     | Samuel Gendron     |            |            | Récurrent  |            |            |
| Zachary Baharov    | Alexei Klebnikov   |            |            | Récurrent  |            |            |
| Laurent Lucas      | Oron               |            |            | Récurrent  |            |            |
| Salim Daw          | Ayman Ramadi       |            |            | Récurrent  |            |            |
| Anne Azoulay       | Liz Bernstein      |            |            |            | Récurrent  | Récurrent  |
| Dinara Droukarova  | Véra Chupak        |            |            |            | Récurrent  | Récurrent  |
| Stefan Crepon      | César              |            |            |            | Récurrent  | Récurrent  |
| Mariana Spivak     | Samara             |            |            |            | Récurrent  | Récurrent  |
| Laurent Grévill    | Michel Ponte       |            |            |            | Récurrent  | Récurrent  |
| Grégory Fitoussi   | Jean-Paul          |            |            |            | Récurrent  |            |
| Surho Sugaipov     | Misha              |            |            |            | Récurrent  |            |
| Oscar Copp         | Iode 3             |            |            |            | Récurrent  |            |
| Vera Kolesnikova   | Sveta              |            |            |            |            | Récurrent  |
| Louis Garrel       | Mille Sabords      |            |            |            |            | Récurrent  |
| Jamil Khoury       | Ramses             |            |            |            |            | Récurrent  |
| Shervin Alenabi    | Salim              |            |            |            |            | Récurrent  |
| Anatolii Panchenko | Bakatine           |            |            |            |            | Récurrent  |

| Acteur             | Personnage         | Saison | Saison | Saison | Saison | Saison | Total |
| Acteur             | Personnage         | 1      | 2      | 3      | 4      | 5      | Total |
| ------------------ | ------------------ | ------ | ------ | ------ | ------ | ------ | ----- |
| Jules Sagot        | Sylvain Ellenstein | 8      | 9      | 8      | 10     | 7      | 42    |
| Zineb Triki        | Nadia El Mansour   | 9      | 9      | 8      | 1      | 7      | 34    |
| Irina Muluile      | Daisy              | 5      | 7      | 7      | 6      | 5      | 30    |
| Gilles Cohen       | Marc Lauré         | 10     | 9      | 5      | 2      |        | 26    |
| Artus              | Jonas Maury        |        |        | 9      | 9      | 5      | 23    |
| Alexandre Brasseur | Pépé               | 9      | 9      |        |        | 4      | 22    |
| Patrick Ligardes   | Marcel Gaingouin   | 4      | 5      | 6      | 2      | 3      | 20    |
| Michaël Abiteboul  | Mémé               | 9      | 9      |        |        |        | 18    |
| Pauline Étienne    | Céline Delorme     |        | 10     | 8      |        |        | 18    |
| Anne Azoulay       | Liz Bernstein      |        |        |        | 8      | 9      | 17    |
| Mathieu Demy       | Clément Migaud     |        | 9      | 7      |        |        | 16    |
| Laurent Grévill    | Michel Ponte       |        |        |        | 8      | 8      | 16    |
| Alba Gaïa Bellugi  | Prune Debailly     | 5      | 4      | 4      | 1      | 1      | 15    |
| Stefan Crepon      | César              |        |        |        | 9      | 6      | 15    |
| Jean-Marie Rollin  | Édouard Rubin      | 7      | 7      |        |        |        | 14    |
| Ziad Bakri         | Nadim El Bachir    | 7      | 4      | 1      |        |        | 12    |
| Dominic Gould      | Nathan Chehlaoui   | 7      | 1      | 4      |        |        | 12    |
| Sarkaw Gorany      | Reza Mortazavi     | 7      | 4      |        |        |        | 11    |
| Brad Leland        | Peter Cassidy      | 5      | 6      |        |        |        | 11    |
| Mariana Spivak     | Samara             |        |        |        | 7      | 3      | 10    |
| Dinara Drukarova   | Véra Chupac        |        |        |        | 3      | 7      | 10    |
| Émilie Chesnais    | Rim Belviti        | 9      |        |        |        |        | 9     |
| Moe Bar-El         | Shapur Zamani      |        | 9      |        |        |        | 9     |
| Illyès Salah       | Toufik Boumaza     |        |        | 7      | 1      | 1      | 9     |
| Grégory Fitoussi   | Jean-Paul          |        |        |        | 9      |        | 9     |
| Melisa Sözen       | Esrin Guneï        |        |        | 7      |        |        | 7     |
| Andrea Dolente     | Samuel Gendron     |        |        | 7      |        |        | 7     |
| Laurent Lucas      | Oron               |        |        | 7      |        |        | 7     |
| Anatolii Panchenko | Bakatine           |        |        |        |        | 7      | 7     |
| Lily Bensliman     | Austerlitz         | 6      |        |        |        |        | 6     |
| Rami Farah         | Farouk             | 5      | 1      |        |        |        | 6     |
| Fares Helou        | Hachem al-Khatib   | 5      | 1      |        |        |        | 6     |
| Surho Sugaipov     | Misha              |        |        |        | 6      |        | 6     |
| Vera Kolesnikova   | Sveta              |        |        |        |        | 6      | 6     |
| Louis Garrel       | Mille Sabords      |        |        |        |        | 6      | 6     |
| Youssef Hajdi      | Jacques Bordier    | 5      |        |        |        |        | 5     |
| Gwenaël Clause     | Rémi Boisselier    | 5      |        |        |        |        | 5     |
| Sarah Kazemy       | Daria Shahafi      |        | 5      |        |        |        | 5     |
| Alice Belaïdi      | Sabrina Boumaza    |        | 5      |        |        |        | 5     |
| Mohammad Bakri     | Ahmad Shahanah     |        | 5      |        |        |        | 5     |
| Zachary Baharov    | Alexei Klebnikov   |        |        | 4      |        | 1      | 5     |
| Salim Daw          | Ayman Ramadi       |        |        | 5      |        |        | 5     |
| Shervin Alenabi    | Salim              |        |        |        |        | 5      | 5     |
| Nasser Memarzia    | Majid Zamani       |        | 4      |        |        |        | 4     |
| Mohamed Fergani    | Fatiq              |        | 4      |        |        |        | 4     |
| Jamil Khoury       | Ramses             |        |        |        |        | 4      | 4     |
| Total par saisons  | Total par saisons  | 10     | 10     | 10     | 10     | 10     | 50    |

## Personnages invités
| Acteur               | Personnage                   | Saison | Saison | Saison | Total |
| Acteur               | Personnage                   | 1      | 2      | 3      | Total |
| -------------------- | ---------------------------- | ------ | ------ | ------ | ----- |
| Amaury de Crayencour | Simon                        | 3      | 1      | 3      | 7     |
| Hassan Zbib          | Haytham Bijidi               | 3      | 2      | 1      | 6     |
| Élodie Navarre       | Émilie Duflot                | 3      |        | 3      | 6     |
| Mehdi Nebbou         | Rachid Benarfa               | 3      | 2      |        | 5     |
| Stefan Godin         | Pierre de Lattre de Tassigny | 1      | 2      | 2      | 5     |
| Victoire de Villepin | Claudia                      | 1      | 1      | 2      | 4     |
| Hande Kodja          | Caroline Coche               |        | 1      | 3      | 4     |
| Atmen Kelif          | Shérif Gherbi                | 3      |        |        | 3     |
| Stéphane Debac       | Jérôme Lebrun                | 3      |        |        | 3     |
| Miglen Mirtchev      | Stepan                       | 3      |        |        | 3     |
| Hyam Zaytoun         | Yasmina                      | 3      |        |        | 3     |
| Ginger Roman         | Violette                     |        | 3      |        | 3     |
| Khaled Ghoweiri      | Basem                        |        | 3      |        | 3     |
| Magne-Håvard Brekke  | Andreas Schnabel             |        | 3      |        | 3     |
| Walid Ben Mabrouk    | Abdallah                     |        |        | 3      | 3     |
| Éric Fraticelli      | Jean-Marc                    |        |        | 3      | 3     |
| Pierre-André Gilard  | Jean-Jo                      |        |        | 3      | 3     |
| Marina de Van        | Marjorie Brenner             |        |        | 3      | 3     |
| Anne-Lise Kedves     | Anne Lebardier               | 2      |        |        | 2     |
| Andréa Brusque       | Fanny                        | 2      |        |        | 2     |
| Zorah Benali         | Mme. Benarfa                 | 2      |        |        | 2     |
| Hacène Benzerari     | Général Kerbouche            | 2      |        |        | 2     |
| Slimane Dazi         | Général Lefkir               | 2      |        |        | 2     |
| Nathalie Boutefeu    | Elsa                         | 1      | 1      |        | 2     |
| Albert Goldberg      | Daniel                       | 1      |        | 1      | 2     |
| Paul-Antoine Veillon | Tristan Garnier              | 1      |        | 1      | 2     |
| Samy Seghir          | Yacim Boumaza                |        | 2      |        | 2     |
| Chervine Namani      | Hasan Etehadieh              |        | 2      |        | 2     |
| Mohamad Al Rashi     | Ammar al-Roumi               |        | 2      |        | 2     |
| Mohamed Ketfi        | Muhammad Ashmi               |        | 2      |        | 2     |
| Ghina Daou           | Lely                         |        |        | 2      | 2     |
| Bernard Le Coq       | M. Debailly                  |        |        | 2      | 2     |
| Aline Chaud          | Mme. Loiseau                 |        |        | 2      | 2     |
| Bassim Altyaeb       | Miran                        |        |        | 2      | 2     |
| Anas Khalaf          | Jamal Brahim                 |        |        | 2      | 2     |
| Antonia Malinova     | Helena Chohraganli           |        |        | 2      | 2     |
| Patrice Quarteron    | Joshua                       |        |        | 2      | 2     |
| Grégoire Bonnet      | Jean-François Magnon         | 1      |        |        | 1     |
| Lassâad Salaani      | Said Gherbi                  | 1      |        |        | 1     |
| Djemel Barek         | Yassin Belkacem              | 1      |        |        | 1     |
| Soria Mouffakir      | Ouria Slimani                | 1      |        |        | 1     |
| Omar Yami            | Jamel Ayich                  | 1      |        |        | 1     |
| Farida Rahouadj      | Sihem Boumaza                |        | 1      |        | 1     |
| Loutof Nousser       | Munjid Badran                |        | 1      |        | 1     |
| Sohélia Azizi        | Farnaz Zamani                |        | 1      |        | 1     |
| Morgane Kabiry       | Zina Zamani                  |        | 1      |        | 1     |
| Miles Anderson       | Barry                        |        | 1      |        | 1     |
| Driss Ramdi          | Yacine                       |        |        | 1      | 1     |
| Werner Daehn         | Vlad                         |        |        | 1      | 1     |
| Ismail El Fallahi    | Seif el-Islam                |        |        | 1      | 1     |
| Emilio Aniba         | Driss El Libiun              |        |        | 1      | 1     |
| Lior Benayoun        | Arthur Duflot                |        |        | 1      | 1     |
| Total par saisons    | Total par saisons            | 10     | 10     | 10     | 30    |